# 12 Pułk Kawalerii
12 pułk kawalerii (ang. 12th Cavalry Regiment) − pułk Armii Stanów Zjednoczonych, utworzony 2 lutego 1901.

## Struktura organizacyjna
Skład 2019
- 1 batalion w składzie 3 Pancernej Brygadowej Grupy Bojowej 1 Dywizji Kawalerii w Fort Hood w Teksasie:
  - Kompanie HHC, A, B, C, D, J dołączona z 215 BSB[1]
- 2 batalion w składzie 1 Pancernej Brygadowej Grupy Bojowej 1 Dywizji Kawalerii w Fort Hood w Teksasie:
  - Kompanie HHC, A, B, C, D[2]

## Historia
8 lutego 1901 rozpoczęto organizację pułku w Fort Sam Houston w Teksasie. 29 czerwca 1901 dowództwo objął pułkownik James N. Wheelan. W latach 1901–1902 kompanie pułku przeniosły się do teksańskich fortów Clark, Bliss i McIntosh. W 1903 pułk przerzucany był szwadronami na Filipiny i 30 sierpnia 1903 ukończył zmianę miejsca dyslokacji. W 1905 pułk dostał rozkaz powrotu do Stanów Zjednoczonych. 13 września 1905 ostatni kontyngent pułku dotarł do nowego miejsca w Fort Oglethorpe w Georgii. Po czterech latach służby w Forcie Oglethorpe w 1909 roku 12 pułk wrócił na Filipiny na kolejną misję, stacjonując w Fort William McKinley.
W lutym 1911 pułk, z wyjątkiem 3 szwadronu wrócił do Stanów Zjednoczonych do Fort Robinson w Nebrasce. Pododdziały „I” i „K” stacjonowały w Fort Huachuca w Arizonie, a pododdziały „L” i „M” w Fort Apache w Arizonie. W grudniu 1911 szwadron został przeniesiony do Fort Meade w Dakocie Południowej.
W listopadzie 1913 roku 1 szwadron został skierowany do Gallup w Nowym Meksyku, w związku z zaangażowaniem w rezerwacie Navajo, a następnie w grudniu przeniesiony został do El Paso w Teksasie. W tym samym czasie pododdziały „E” i „F” zmieniły miejsce dyslokacji, pokonując pieszo trasę z Fortu Robinson w Nebrasce do Fortu D. A. Russell w Wyoming. Na początku 1914 roku szwadron został skierowany do doliny Rio Grande i zgarnizonowany w miejscowościach San Benito, Harlingen, Mercedes i Donna. W tym samym roku żołnierze 2 szwadronu odbyli krótką wyprawę służbową do strefy strajku w kopalni węgla w Trinidad w Kolorado. Wkrótce dołączyli do nich żołnierze 3 szwadronu, strzegąc internowanych więźniów meksykańskich. Jesienią 1914 roku 2 szwadron powrócił do fortów Robinson w Nebrasce i D. A. Russell w Wyoming. Na początku 1915 roku 3 szwadron powrócił do Fort Meade w Południowej Dakocie. 1 szwadron pozostał na granicy i zaangażowany był w odpieranie niewielkich oddziałów meksykańskich bandytów w różnych punktach wzdłuż granicy.